# Nampo
Nampo (da ortografia oficial norte-coreana: Nampho) é uma cidade e porto marítimo no sul da província de Pyongan (P'yŏngan), Coreia do Norte. Possui 779.441 habitantes.
Nampo localiza-se à beira do Mar Amarelo, sendo conhecida pelo seu porto, o maior da Coreia do Norte. Atualmente, serve apenas barcos de pesca e, ocasionalmente, alguns cargueiros de ajuda internacional.